# Agne
Agne, Agni, Hogne o Agni Skjálfarbondi (n. 424) fue un rey vikingo legendario de Suecia de la Casa de Yngling. Hijo de Dag el Sabio, llegó a ser un rey poderoso y famoso, aventajado en muchas virtudes. Su figura protohistórica aparece en la saga Ynglinga, Ynglingatal e Historia Norwegiæ.
Un verano se dirigió a Finlandia con una expedición vikinga donde se enfrentó a un caudillo llamado Frosti. Tras una batalla que ganaron los suiones, Agne subyugó a los fineses y a su ejército, consiguiendo un gran botín y tomó a la hija de Frosti llamada Skjalf y a un familiar llamado Logi.
Agne regresó a Suecia y llegó a Stocksund (Estocolmo) donde acampó en el banco del río. Agne casó con Skjalf y quedó embarazada de dos gemelos, Alrek y Eirík.
Skjalf rogó a Agne que honrase a su difunto padre Frosti con un gran festín, y el rey aceptó. Agne invitó a muchos personajes, quienes se desplazaron para compartir el festejo con tan famoso rey sueco. Tras una competición de beber, Agne se emborrachó. Agne poseía un torque que había pertenecido a su antepasado Visbur y Skjalf le dijo que sería mejor asegurarlo alrededor de su cuello, no fuese que lo perdiese y así lo hizo antes de irse a dormir. La tienda del rey estaba junto al bosque, bajo las ramas de un gran árbol que daba buena sombra. Mientras dormía, Skjalf ató una cuerda al torque, la pasó por encima de una rama y pidió a sus hombres que retirasen la tienda del rey y cuando estos tiraron de la cuerda, lo ahorcaron y así se consumó la venganza de Skjalf que escapó a Finlandia con sus leales, dejando a sus hijos atrás.

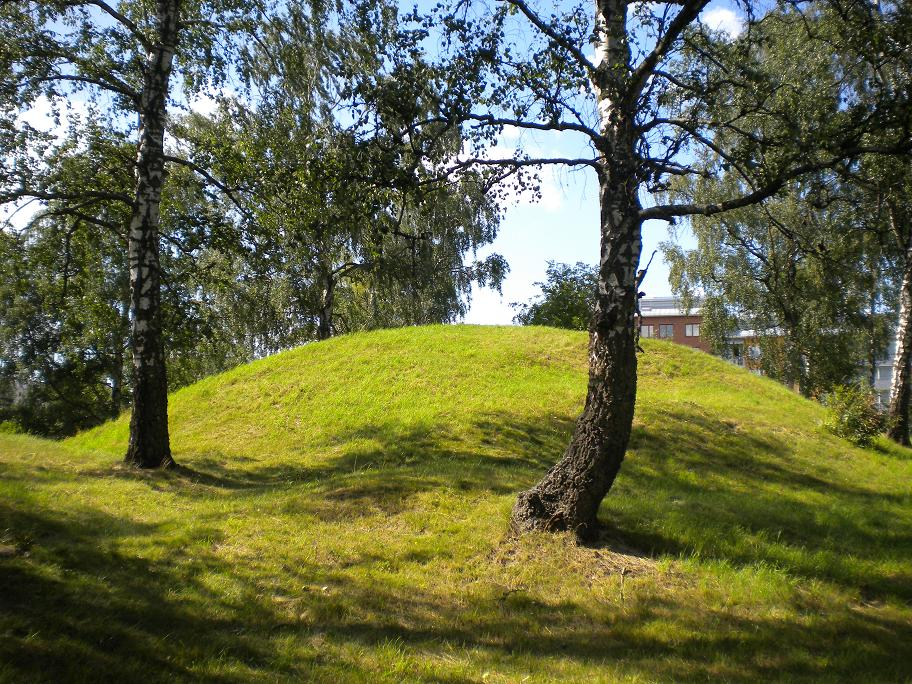
Montículo del rey Agni en Sollentuna, Suecia.

Agne fue enterrado en un lugar llamado Agnafit, al este de Tauren (hoy Södertörn) al oeste de Stocksund. En el banco del río que Snorri indicó como el lugar donde murió Agne, hay un montículo funerario llamado Agnehögen (montículo de Agne) en Lillhersby. El montículo fue excavado por Eric Graf Oxenstierna y fue fechado hacia el año 400.
Ynglingatal e Historia Norwegiæ mencionan a Alrekr y Eiríkr como sucesores de Agne. Agne se identifica incorrectamente con Hogne,
Íslendingabók cita una línea de descendencia en Ynglingatal y menciona a Agne como sucesor de Alrekr y predecesor de Yngvi: xii Alrekr. xiii Agni. xiiii Yngvi.